# 館碩子
館 碩子（たち せきこ、天保9年12月8日（1839年1月22日） - 没年不詳）は、教育家近藤真琴の妻。字は芳玉。
天保9年（1838年）12月8日に目白台で生誕。万延元年（1860年）、23歳の時、30歳の近藤真琴と結婚した。

## 家系・家族
館氏は清和源氏の流れをくむ。脇屋義助を遠祖とする、越後上杉氏の家臣であった。碩子の祖父機の代で江戸の目白台に移住した。
父親俊は幕臣菊田良静の長女益と結婚し、四男四女をもうけた。長女美沙、長男徳、次男桂景、次女碩子、三男弘、四男僖蔵、四女雎子であった。三女は早世した。
| スタブアイコン | サブスタブ | この項目は、まだ閲覧者の調べものの参照としては役立たない、人物に関連した書きかけの項目です。この項目を加筆・訂正などしてくださる協力者を求めています（P:人物伝/PJ:人物伝）。 |